# NRG (Metro de Filadelfia)
NRG (anteriormente Pattison (1973 – 2010, 2011) y AT&T (2011 – 2018)) es una estación de ferrocarril en la línea de la Calle Broad del Metro de Filadelfia. La estación se encuentra localizada en 3600 South Broad Street en Filadelfia, Pensilvania. La estación NRG fue inaugurada el 8 de abril de 1973. La Autoridad de Transporte del Sureste de Pensilvania (por sus siglas en inglés SEPTA) es la encargada por el mantenimiento y administración de la estación.

## Descripción
La estación NRG cuenta con 2 plataformas centrales y 4 (dos en cada nivel) vías. 

## Conexiones
La estación es abastecida por las siguientes conexiones: 
- Rutas de autobuses SEPTA: 4, 17 y 71